# Carpenedolo
Carpenedolo là một đô thị, tỉnh Brescia, vùng Lombardia, Ý. Carpenedolo có diện tích 30,14  km², dân số 11.205 người. Đô thị này có các làng: Ravere, Lame, Tezze, Taglie
Các đô thị giáp ranh: Acquafredda, Calvisano, Castel Goffredo, Castiglione delle Stiviere, Montichiari